# Perdidos na Tribo
Perdidos na Tribo é um reality-show transmitido pela TVI . Consiste em, durante 20 dias, um grupo de 12 pessoas, dividido em 3 grupos de 4, conviver com uma tribo, tendo assim de se familiarizar com os seus hábitos de vida. A primeira edição do programa televisivo iniciou-se a 8 de maio de 2011 e terminou a 17 de julho de 2011, com apresentação de Leonor Poeiras, com o formato original português, em que os concorrentes eram pessoas conhecidas do público português (famosos)
No final do reality-show os famosos que foram integrados e aceites nas tribos tiveram uma recompensa: ficar hospedados no hotel mais próximo da tribo.

## 1ª Edição - Famosos
A primeira edição do programa, com a participação de famosos iniciou-se no dia 8 de maio de 2011, com a apresentação de Leonor Poeiras.

### Concorrentes
| Origem   | Concorrente         |                                                              | Tribo                      |
| -------- | ------------------- | ------------------------------------------------------------ | -------------------------- |
| Portugal | Cláudia Jacques     | Empresária / Figura Pública                                  | Tribo Hamer (Etiópia)      |
| Portugal | Fernando Mendes     | Ex-Futebolista                                               | Tribo Hamer (Etiópia)      |
| Itália   | Io Apolloni         | Atriz                                                        | Tribo Hamer (Etiópia)      |
| Portugal | Jorge Kapinha       | Músico / Cantor / Ator                                       | Tribo Hamer (Etiópia)      |
| Portugal | Joana Alvarenga     | Atriz                                                        | Tribo Nakulamené (Vanuatu) |
| Portugal | José Carlos Pereira | Ator                                                         | Tribo Nakulamené (Vanuatu) |
| Portugal | Luís Lourenço       | Ator                                                         | Tribo Nakulamené (Vanuatu) |
| Portugal | Mafalda Teixeira    | Atriz                                                        | Tribo Nakulamené (Vanuatu) |
| Portugal | José Castelo Branco | Figura Pública / Socialite                                   | Tribo Himba (Namíbia)      |
| Portugal | Marta Cardoso       | 6º Lugar na 1ª Edição do Big Brother (Portugal) / Jornalista | Tribo Himba (Namíbia)      |
| Portugal | Sérgio Vicente      | 8º Lugar na 2ª Edição do Big Brother (Portugal)              | Tribo Himba (Namíbia)      |
| Portugal | Vera Ferreira       | 3º Lugar na 1ª Edição do Secret Story - Casa dos Segredos    | Tribo Himba (Namíbia)      |